# Wickuhl
Wickuhl ist ein Weiler, der zur Stadt Lohmar im Rhein-Sieg-Kreis in Nordrhein-Westfalen gehört.

## Geographie
Wickuhl liegt im Nordwesten des Stadtgebiets von Lohmar. Umliegende Ortschaften und Weiler sind Kleineigen (Rösrath) im Norden, Schlehecken im Nordosten, Honrath im Osten, Meinenbroich und Stumpf im Südosten, Broich und Schiefelbusch im Süden, Schnellhaus (Rösrath) im Südwesten, Bliersbach (Rösrath) im Westen und Stöcken (Rösrath) im Nordwesten.
Südöstlich von Wickuhl entspringt der Gammersbach, ein orographisch linker Nebenfluss der Sülz. Nordöstlich von Wickuhl entspringt der Jexmühlenbach, ein rechter Nebenfluss der Agger. Nördlich von Wickuhl entspringt ein namenloser linker Nebenfluss des Kupfersiefer Bachs.

## Geschichte
Im Jahre 1885 hatte Wickuhl 35 Einwohner, die in sechs Häusern lebten.
Nach einem Adressbuch aus dem Jahre 1901 lebten im Ort Wickuhl vier Ackerer und ein Wirt.
Bis zum 1. August 1969 gehörte der Ort zu der bis dahin eigenständigen Gemeinde Wahlscheid.

## Verkehr
Wickuhl liegt an der Kreisstraße 49. Wickuhl liegt außerdem nahe zur Landesstraße 84 sowie der Kreisstraße 23. Das Anruf-Sammeltaxi (AST) sorgt für eine Ergänzung im ÖPNV. Wickuhl gehört zum Tarifgebiet des verkehrsverbund Rhein-Sieg (VRS).